# Compsodrillia duplicata
Compsodrillia duplicata är en snäckart som först beskrevs av Sowerby 1834.  Compsodrillia duplicata ingår i släktet Compsodrillia och familjen Turridae. Inga underarter finns listade i Catalogue of Life.